# گلوکوسیدازها

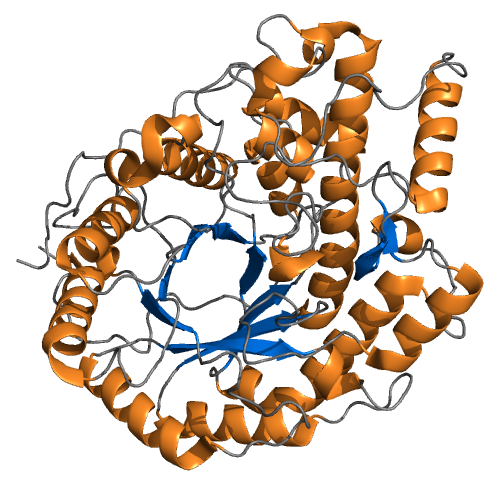
بتا-آمیلاز، نوعی گلوکوسیداز

گلوکوسیدازها (انگلیسی: Glucosidases) دسته‌ای از آنزیم‌های گلیکوزید هیدرولاز هستند که با عدد گروه آنزیم ۳٫۲٫۱ طبقه‌بندی شده‌اند.

## نقش و عملکرد
آلفاگلوکوسیدازها، آنزیم‌هایی هستند که در شکستن نشاسته و گلیکوژن و تبدیل آنها به ملکول‌های سازنده‌شان (مونومر) نقش دارند.

این آنزیم‌ها باقیماندهٔ گلیکوزیل را به‌طور مجزا از گلیکوکونژوگه‌های گوناگون (شامل پلیمرهای گلوکز با پیوندهای آلفا یا بتا) می‌شکنند. در واقع، کارِ این آنزیم، تبدیل قندهای پیچیده به قندهای ساده است.

## آنزیم‌ها
سرعنوان‌های موضوعی پزشکی، مواردی را که با علامت "#" مشخص شده‌اند، به‌عنوان «گلوکوسیداز» رده‌بندی می‌کند.
| نام                               | عدد گروه آنزیم          | توضیح |
| آلفا-آمیلاز                       | عدد گروه آنزیم 3.2.1.1  | یک آنزیم گوارشی در پستانداران است. |
| بتا-آمیلاز                        | عدد گروه آنزیم 3.2.1.2  | یک آنزیم گیاهی است که کارش شکستن و تجزیهٔ نشاسته است.                                                                                       |
| گاما-آمیلاز                       | عدد گروه آنزیم 3.2.1.3  | یک آنزیم گوارشی است. |
| سلولاز #                          | عدد گروه آنزیم 3.2.1.4  | سلولز را در مواد گیاهی تجزیه می‌کند. |
| سوکراز-ایزومالتاز                 | عدد گروه آنزیم 3.2.1.10 | - |
| مانوزیل-الیگوساکارید گلوکوسیداز # | EC 3.2.1.106            | اولین مرحلهٔ شاخه‌زنی را در «مسیر اِن-گلیکوزیلاسیون» کاتالیز می‌کند و با بیماری اختلال مادرزادی گلیکوزیلاسیون نوع IIb در ارتباط است.           |
| اسید آلفا-گلوکوسیداز #            | عدد گروه آنزیم 3.2.1.20 | با بیماری گلیکوژنوز نوع دو (بیماری پومپه) در ارتباط است.                                                                                   |
| بتا-گلوکوسیداز #                  | عدد گروه آنزیم 3.2.1.21 | با بیماری گوشه در ارتباط است. |
| لاکتاز                            | عدد گروه آنزیم 3.2.1.23 | یکی از اعضای خانوادهٔ بتا-گلوکوسیداز است. کارش شکستن و تجزیهٔ قند موجود در شیر است و در غیابش در دوران بلوغ بیماری عدم تحمل لاکتوز رخ می‌دهد. |
| آنزیم شاخه‌شکن گلیکوژن #           | عدد گروه آنزیم 3.2.1.33 | - |
| پولولاناز                         | عدد گروه آنزیم 3.2.1.41 | به عنوان شوینده مصنوعی بکار رفته‌است. |

## اهمیت بالینی
امروزه داروهای بازدارنده آلفا-گلوکوسیداز همچون آکاربوز و میگلیتول در درمان دیابت نوع ۲ بکار می‌روند.